# سافو الجنوبية

الموقع الجغرافي.

سافو الجنوبية (بالفنلندية: Etelä-Savo) (بالسويدية: Södra Savolax)، إقليم فنلندي تحده أقاليم سافو الشمالية و‌كاريليا الشمالية و‌كاريليا الجنوبية و‌كومنلاكسو و‌بايات هامي و‌فنلندا الوسطى.
تبلغ مساحة الإقليم 14.136 كيلومتراً مربعاً وعدد سكانه 163.276 نسمة.
تقع سافو الجنوبية في قلب أرض البحيرات الفنلندية، والتي تذكر من بينها أشهرها بحيرة سايما. المدينتين الرئيسية في الإقليم هما العاصمة ميكيلي و‌سافونلينا.